# Wayne Rainey
Wayne Wesley Rainey, conegut com a Wayne Rainey   (Downey, 23 d'octubre de 1960), és un antic pilot de motociclisme nord-americà que va guanyar tres Campionats del món de 500cc consecutius al començament de la dècada del 1990. Es va caracteritzar pel seu estil de conducció suau i calculador i per la seva intensa rivalitat amb el seu compatriota Kevin Schwantz durant les temporades de 1987 a 1993. La seva carrera es va estroncar en patir un seriós accident al Gran Premi d'Itàlia de 1993 que el va deixar paraplègic. Entre altres reconeixements, Rainey va ser incorporat al Saló de la Fama de MotoGP l'any 2000.

## Trajectòria esportiva
Wayne Rainey va començar la seva carrera competint al campionat AMA Grand National, el qual constava de quatre disciplines diferents de dirt track a més de les curses de velocitat. El 1981 va acabar el campionat com al quinzè millor pilot de pista de terra del país. Després del seu èxit a les curses de velocitat de principiants en la cilindrada dels 250cc, Kawasaki el va contractar per a competir al Campionat AMA de Superbike de 1982 com a company d'equip d'Eddie Lawson. L'any següent, Lawson va passar a competir al campionat del món de 500cc i Rainey va assumir el rol de primer pilot de l'equip i va guanyar el campionat per a Kawasaki.
El 1984, Rainey va acceptar una oferta de l'equip Yamaha de Kenny Roberts, acabat de crear, per a competir a la classe de 250cc del campionat del món. Una temporada poc reeixida (un podi i freqüents dificultats per a engegar la moto amb l'antic sistema d'empenta) van fer que el 1985 tornés als Estats Units per a entrar a l'equip Maclean Racing i disputar les categories 250 i F1; de 1986 a 1987 va córrer a Superbikes i F1 amb l'equip americà d'Honda. Va ser durant el campionat AMA de Superbike de 1987 que va començar la seva intensa rivalitat amb Kevin Schwantz mentre tots dos lluitaven pel títol. Rainey va guanyar el campionat, però la rivalitat entre tots dos tot just començava; de fet, era tan intensa que ambdós van continuar la seva batalla particular durant les curses del Trofeu Transatlàntic de 1987, en les quals suposadament eren companys d'equip i havien de centrar-se a competir contra els britànics.

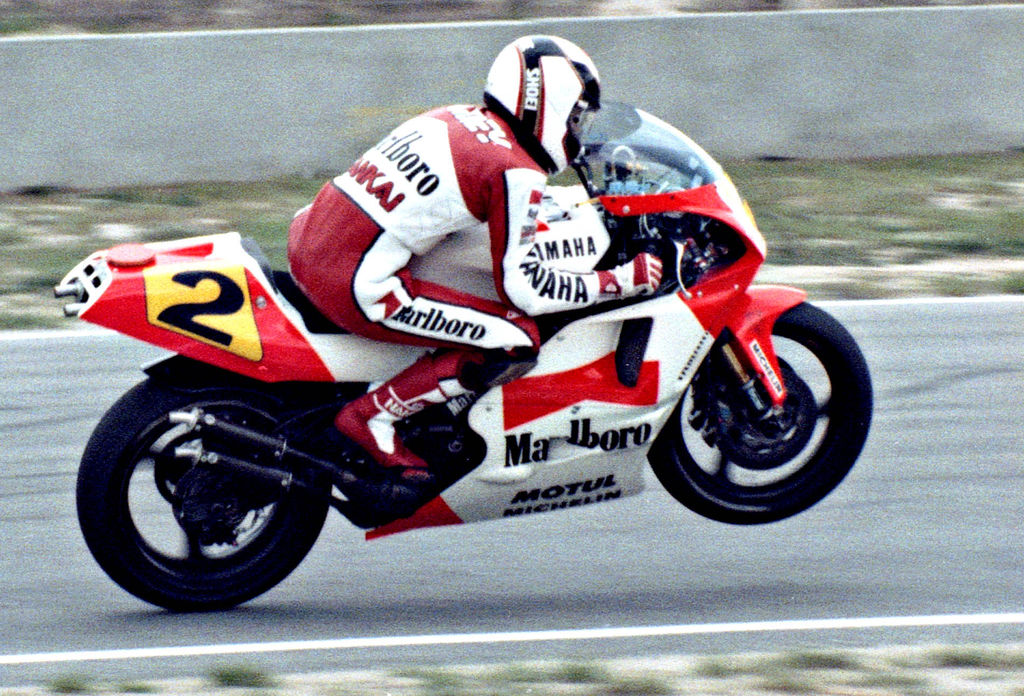
Wayne Rainey amb la Yamaha YZR500 el 1990

El 1988, Rainey va tornar a Europa, de nou com a membre de l'equip Roberts Yamaha però aquesta vegada a la categoria dels 500cc amb la Yamaha YZR500. El seu etern rival Schwantz el va seguir i també va anar a Europa, integrat dins l'equip Suzuki. Al mundial, tots dos van continuar la seva rivalitat als circuits arreu del món, on van protagonitzar enfrontaments memorables. Rainey va guanyar el seu primer Gran Premi aquell any mateix, concretament a la Gran Bretanya. Més tard, formant parella amb el seu company de l'equip Roberts Yamaha Kevin Magee, va guanyar les 8 hores de Suzuka al Japó. La temporada de 1989, Rainey va acabar subcampió del món de 500cc darrere d'Eddie Lawson després d'haver guanyat tres Grans Premis i haver pujat al podi en totes les curses que va acabar. De 1990 a 1992, Rainey va guanyar tres campionats de 500cc seguits amb la Yamaha.

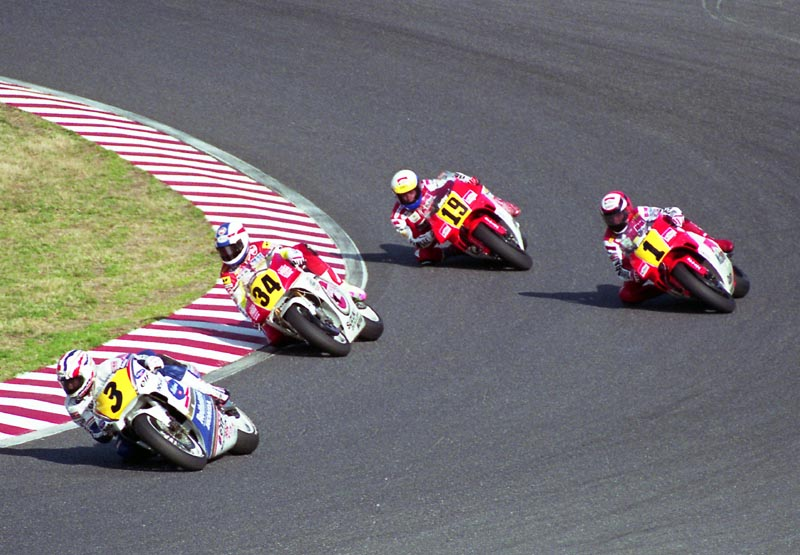
Mick Doohan (3) davant de Kevin Schwantz (34), Wayne Rainey (1) i John Kocinski (19) al de 1991. Schwantz va acabar guanyant la cursa.

### L'accident de Misano
El 1993 va protagonitzar una campanya molt disputada amb Kevin Schwantz mentre mirava d'aconseguir el seu quart títol consecutiu. Estava liderant el campionat amb un marge d'onze punts sobre Schwantz i anava primer a la cursa del Gran Premi d'Itàlia, a Misano, quan va patir la caiguda que va posar fi a la seva carrera. En un viratge a gran velocitat, va sortir disparat de la Yamaha i ell i moto van anar rodolant per la zona de grava lateral fins que la Yamaha va impactar violentament contra la seva esquena. Les ferides que va patir el van paralitzar permanentment del pit cap avall. La lesió va donar el títol al seu gran rival Kevin Schwantz.

## Després de l'accident
Passat un temps de l'accident, havent demanat consell a Frank Williams, tetraplègic i propietari de l'equip de Fórmula 1 Williams, Rainey va fer de director de l'equip de Marlboro Yamaha durant uns anys. Acabada la temporada de 1995, Kevin Schwantz es va retirar dels Grans Premis, en part a causa d'algunes lesions persistents i en part perquè la pèrdua de l'únic gran rival que li havia aguditzat la intensitat competitiva, Rainey, li va fer veure els perills a què s'exposava.
Rainey no va renunciar a les curses malgrat la seva discapacitat i va córrer amb un Superkart controlat manualment al campionat World SuperKart del nord de Califòrnia. Es va instal·lar a Monterey, en una casa no gaire lluny del WeatherTech Raceway Laguna Seca. Aquest circuit proper va anomenar un revolt en honor seu, la Rainey Curve, un angle d'esquerres agut i de velocitat mitjana que ve després del famós "llevataps".
Rainey va ser incorporat a l'AMA Motorcycle Hall of Fame el 1999, al Saló de la Fama de MotoGP l'any 2000, a l'International Motorsports Hall of Fame el 2007 i al Motorsports Hall of Fame of America el 2008. El 2003 va ser un dels personatges del documental sobre motociclisme Faster.
Després de diverses temporades amb males decisions per part del Daytona Motorsports Group, l'entitat que organitzava les curses de velocitat de l'AMA des del 2009, una disputa amb Dorna/Infront el 2013 sobre la cobertura del campionat AMA de Superbike als caps de setmana que coincidien amb el mundial de la FIM va provocar la manca de cobertura mediàtica aquell any de la ronda del campionat de Superbike de Laguna Seca, així com la ronda del campionat Harley-Davidson XR1200 del circuit d'Indianapolis dels anys 2013 i 2014. En conseqüència, l'AMA va transferir els drets comercials dels seus campionats de velocitat a Rainey i els seus socis comercials a finals de 2014. L'etapa de MotoAmerica al capdavant de les curses de velocitat de l'AMA va començar el 2015.
Rainey segueix vivint a Monterey amb la seva dona Shae. Tenen un fill, Rex, que es va graduar a la Universitat de Pepperdine i treballa a la CBS Television Distribution, on gestiona els programes Entertainment Tonight i The Insider.
El 2022, Rainey va conduir la seva antiga Yamaha YZR500 de 1992 al Goodwood Festival of Speed, un esdeveniment anual que se celebra a la Goodwood House (Chichester, West Sussex). Yamaha havia modificat especialment la motocicleta traslladant-ne el fre posterior i els controls del canvi de marxes al manillar.

## Resultats al Mundial de motociclisme
Barem de puntuació de 1969 a 1987:
| Posició | 1  | 2  | 3  | 4 | 5 | 6 | 7 | 8 | 9 | 10 |
| Punts   | 15 | 12 | 10 | 8 | 6 | 5 | 4 | 3 | 2 | 1  |

Barem de puntuació de 1988 a 1991:
| Posició | 1  | 2  | 3  | 4  | 5  | 6  | 7 | 8 | 9 | 10 | 11 | 12 | 13 | 14 | 15 |
| Punts   | 20 | 17 | 15 | 13 | 11 | 10 | 9 | 8 | 7 | 6  | 5  | 4  | 3  | 2  | 1  |

Barem de puntuació de 1992:
| Posició | 1  | 2  | 3  | 4  | 5 | 6 | 7 | 8 | 9 | 10 |
| Punts   | 20 | 15 | 12 | 10 | 8 | 6 | 4 | 3 | 2 | 1  |

Barem de puntuació de 1993 ençà:
| Posició | 1  | 2  | 3  | 4  | 5  | 6  | 7 | 8 | 9 | 10 | 11 | 12 | 13 | 14 | 15 |
| Punts   | 25 | 20 | 16 | 13 | 11 | 10 | 9 | 8 | 7 | 6  | 5  | 4  | 3  | 2  | 1  |

(Ids. Grans Premis | Llegenda) (Curses en negreta indiquen pole; curses en  itàlica indiquen volta ràpida)
| Any  | Categoria | Equip                       | Moto   | 1       | 2     | 3      | 4      | 5       | 6     | 7       | 8       | 9      | 10     | 11     | 12      | 13      | 14      | 15      | Punts | Posició | Victòries |
| ---- | --------- | --------------------------- | ------ | ------- | ----- | ------ | ------ | ------- | ----- | ------- | ------- | ------ | ------ | ------ | ------- | ------- | ------- | ------- | ----- | ------- | --------- |
| 1984 | 250cc     | Roberts Yamaha              | TZR250 | RSA NC  | NAT 3 | ESP 10 | AUT NC | GER 6   | FRA 6 | YUG 4   | DTT 12  | BEL NC | GBR 14 | SWE 13 | SM NC   |         |         |         | 29    | 8è      | 0         |
| 1988 | 500cc     | Lucky Strike Roberts Yamaha | YZR500 | JPN 6   | USA 4 | ESP 6  | EXP 2  | NAT 3   | GER 2 | AUT 3   | DTT 7   | BEL 5  | YUG 3  | FRA 5  | GBR 1   | SWE 5   | CSR 3   | BRA 6   | 189   | 3r      | 1         |
| 1989 | 500cc     | Lucky Strike Roberts Yamaha | YZR500 | JPN 2   | AUS 2 | USA 1  | ESP 2  | NAT NVC | GER 1 | AUT 3   | YUG 2   | DTT 1  | BEL 3  | FRA 3  | GBR 3   | SWE Ret | CSR 3   | BRA 3   | 210.5 | 2n      | 3         |
| 1990 | 500cc     | Marlboro Roberts Yamaha     | YZR500 | JPN 1   | USA 1 | ESP 2  | NAT 1  | GER 2   | AUT 2 | YUG 1   | DTT 2   | BEL 1  | FRA 3  | GBR 2  | SWE 1   | CSR 1   | HUN Ret | AUS 3   | 255   | 1r      | 7         |
| 1991 | 500cc     | Marlboro Roberts Yamaha     | YZR500 | JPN 3   | AUS 1 | USA 1  | ESP 3  | ITA 9   | GER 2 | AUT 2   | EUR 1   | DTT 2  | FRA 1  | GBR 2  | SM 1    | CSR 1   | VDM 3   | MAL NVC | 233   | 1r      | 6         |
| 1992 | 500cc     | Marlboro Roberts Yamaha     | YZR500 | JPN Ret | AUS 2 | MAL 2  | ESP 2  | ITA Ret | EUR 1 | GER Ret | DTT NVC | HUN 5  | FRA 1  | GBR 2  | BRA 1   | RSA 3   |         |         | 140   | 1r      | 3         |
| 1993 | 500cc     | Marlboro Roberts Yamaha     | YZR500 | AUS 2   | MAL 1 | JPN 1  | ESP 2  | AUT 3   | GER 5 | DTT 5   | EUR 1   | SM 3   | GBR 2  | CZE 1  | ITA Ret | USA -   | FIM -   |         | 214   | 2n      | 4         |